# Що сталося з Бебі Джейн?
Що сталося з Бебі Джейн? (англ. What Ever Happened to Baby Jane?) — американський фільм жахів режисера Роберта Олдріча 1962 року, за однойменною новелою Генрі Фаррела.

## Сюжет
Сестри Гадсон, Джейн і Бланш, — старіючі актриси, які мешкають у старому маєтку у Лос-Анджелесі. Джейн була розпещеною і зіпсованою зіркою водевілю, відомою як Бебі Джейн, але з віком її кар'єра пішла на спад. Дівчинкою, Бланш жила в тіні її слави, але, ставши дорослою, досягла надзвичайного успіху в кіно, проте допомогти сестрі продовжити кар'єру на великому екрані не змогла, оскільки та багато пиячила, а поведінка її було занадто ексцентричною. На вершині своєї слави у кіно Бланш постраждала внаслідок нещасного випадку, причиною якого, очевидно, була Джейн. З цього моменту сестри жили у стані взаємної ненависті в товаристві служниці. Коли Джейн дізнається, що її прикута до інвалідного візка сестра збирається продати маєток і помістити її в санаторій, вона починає тероризувати Бланш. Вдається до допомоги Едвіна Флегга, молодого піаніста, знайденого за оголошенням, який, як вона сподівається, зможе сприяти їй. Щоб повернутися до водевілю, їй треба позбутися каліки. Піаніст погоджується, бо сподівається заробити на цьому гроші, необхідні, щоб позбутися від опіки надто турботливої матусі. Напруга постійно наростає, розкручується пружина обставин, насильство породжує нове насильство, ефект досягається вмілим нагнітанням саспенса в найкращих традиціях Гічкока. Картина оживила кар'єри обох зірок.

## У ролях
- Бетт Девіс — Бебі Джейн Гадсон
- Джоан Кроуфорд  — Бланш Гадсон
- Віктор Буоно  — Едвін Флегг
- Веслі Едді  — Марті Макдональд
- Джулі Оллред  — молода Бебі Джейн
- Енн Бартон  — Кора Хадсон
- Марджорі Беннетт  — Делія Флегг
- Берт Фрід  — Бен Голден
- Анна Лі  — місіс Бейтс
- Мейді Норман  — Ельвіра Стітт
- Дейв Віллок  — Рей Хадсон
- Б. Д. Меррілл  — Ліза Бейтс
- Джина Гіллеспі  — молода Бланш Хадсон

## Відмінності від новели
У книзі у Джейн — темне каштанове волосся, з легким червонуватим відтінком, у той час як у фільмі Джейн — явно блондинка. Бланш описана, як «блондинка з закопченими очима», хоч у фільмі вона — брюнетка. Також, служниця Ельвіра Стітт у книзі названа Едною. У свою чергу, новела має більш темний і страшний тон, ніж фільм. Велика частина сцен в новелі відбувається пізно ввечері або вночі, а більшість сцен у фільмі розгортається в денний час. Катування Бланш з боку Джейн у книзі куди більш витончені і жорстокі.

## Нагороди і номінації
У 2003 році Бебі Джейн Хадсон зайняла 44-е місце серед 100 найкращих лиходіїв американського кіно у списку Американського інституту кіномистецтва. Фільм так само включений Стівеном Кінгом у свій список 100 найбільш значних картин жанру жахів з 1950 по 1980-й рік.

### Номінації на премії
- 1963 : Премія «Оскар»
  - Найкращий звук
  - Найкраща робота костюмера (ч/б фільми) — перемога
  - Найкраща жіноча роль — Бетт Девіс
  - Найкраща робота оператора (ч/б фільми)
  - Найкраща чоловіча роль другого плану — Віктор Буоно
- 1963 : «Золотий глобус»
  - Найкраща жіноча роль (драма) — Бетт Девіс
  - Найкраща чоловіча роль другого плану — Віктор Буоно
- 1964 : «Британська академія»
  - Найкраща іноземна актриса — Джоан Кроуфорд
  - Найкраща іноземна актриса — Бетт Девіс